# Volemitolo
Il volemitolo è un alditolo a sette atomi di carbonio. È una sostanza ampiamente presente nelle piante, nelle alghe rosse, nei funghi, nei muschi e nei licheni. È stato trovato anche nei lipopolisaccaridi di E. coli. In alcune piante superiori, come le primule, il volemitolo svolge diversi importanti ruoli fisiologici. Agisce infatti come un prodotto fotosintetico, in grado di traslocare il floema e immagazzinare carboidrati.
È usato come dolcificante naturale.
Il volemitolo è stato isolato per la prima volta come sostanza cristallina bianca dal fungo Lactarius volemus dallo scienziato francese Émile Bourquelot nel 1889.